# Kompleks żytni bardzo dobry
Kompleks żytni bardzo dobry (4) – kompleks przydatności rolniczej gleb, który obejmuje najlepsze gleby lekkie, wytworzone z piasków gliniastych mocnych całkowitych lub piasków gliniastych, które zalegają na zwięźlejszym podłożu. Gleby zawarte w tym kompleksie są glebami strukturalnymi o właściwych stosunkach wodnych i dobrze wykształconym poziomie próchnicznym. Do kompleksu żytniego bardzo dobrego należą też gleby pyłowe. Racjonalna uprawa i nawożenie tych gleb przez dłuższy czas powoduje zwiększenie ich kultury, co przekłada się na możliwość uprawy tych samych roślin co na kompleksach pszennych bardzo dobrym i dobrym. Ponadto, stosowanie poprawnej agrotechniki powoduje, że gleby kompleksu żytniego bardzo dobrego mogą przejść do wyższego kompleksu, np. pszennego dobrego, wraz z podniesieniem się klasy bonitacyjnej. Natomiast stosowanie słabego nawożenia i nieumiejętna uprawa powoduje pogorszenie właściwości gleb wchodzących w skład tego kompleksu, co powoduje że opłacalna staje się uprawa żyta i ziemniaka.
Wieloletnie (1989-2002/03 r.) badania odnośnie do wpływu jakości gleby na plonowanie zbóż wykazały, że na glebie należącej do kompleksu żytniego bardzo dobrego uzyskiwano plony rzędu (w t/ha): 4,57 (pszenica jara), 4,67 (jęczmień jary), 5,89 (pszenica ozima), 5,72 (jęczmień ozimy), 5,81 (pszenżyto ozime), 4,93 (żyto ozime).
Na glebie kompleksu żytniego bardzo dobrego stwierdzono wzrost plonu ziarna jęczmienia jarego wraz ze zwiększeniem gęstości siewu. Według wieloletnich badań (1978-2011 r.) dla gęstości siewu 240, 310 i 380 ziaren/m² jęczmień plonował odpowiednio 3,72, 3,94 i 4,04 t/ha.